# Úbislav (přírodní památka)
Úbislav je přírodní památka západně od vesnice Úbislav, místní části obce Stachy v okrese Prachatice. Chráněné území se nalézá při silnici do Nicova, po levé straně v sousedství osamocené skupiny stavení zhruba 250 m za Úbislaví. Důvodem vyhlášení přírodní památky je ochrana květnaté krátkostébelné louky s bohatým výskytem významných chráněných druhů rostlin, ochrana druhů a stanovišť evropsky významné lokality Natura 2000.